# Речбер, Рюштю
Рюштю́ Речбе́р (тур. Rüştü Reçber; 10 мая 1973, Коркутели, Анталья) — турецкий футбольный вратарь. Абсолютный рекордсмен по числу матчей сыгранных за национальную сборную Турции — 120 матчей; свой прощальный матч в сборной сыграл 26 мая 2012 года.
Известен как многолетний основной вратарь сборной Турции, завоевавшей бронзовые медали чемпионата мира и Европы, а также клуба «Фенербахче», за который выступал более 10 лет. Один из самых популярных футболистов Турции как в этой стране, так и во всём мире. Входит в список ФИФА 100.

## Клубная карьера

### Клубная карьера
С 12 лет Рюштю начал заниматься в школе футбольного клуба «Коркутелиспор» из своего родного города и через три года сумел пробиться в состав «Антальяспора». В начале Речбер был лишь третьим вратарём команды, выступающей в Первой лиге (второй дивизион турецкого футбола) и за первые пять лет профессиональной карьеры на поле появлялся считанное количество раз. Несмотря на это, способности молодого футболиста в скором времени оценил один из лучших турецких тренеров Фатих Терим, который пророчил ему выдающуюся карьеру.
Ситуация изменилась летом 1993 года, когда с голкипером заключил контракт один из грандов турецкого футбола «Фенербахче». Стамбульский клуб решил оставить Рюштю в «Антальяспоре» на правах аренды, после чего тренерский штаб решил попробовать голкипера в роли первого номера. Речбер сумел воспользоваться предоставленным шансом, стабильно отыграв сезон, а его клуб по его итогам получил долгожданную путёвку в Суперлигу. Примечательно, что карьера Речбера могла сложиться иначе: незадолго до подписания контракта с «Фенером» он мог стать игроком «Галатасарая», однако перед подписанием контракта попал в автокатастрофу и не смог пройти медицинский осмотр, после чего переход был сорван.
Оказавшись в стамбульской команде Рюштю первоначально стал вторым голкипером команды, но весной 1995 года травму получил основной вратарь Энгин Ипекоглу и Речбер занял его место в воротах. На протяжении следующих восьми сезонов Речбер был уже безоговорочным игроком стартового состава и одним из лидеров команды. Примечательно, что голкипер обладал достаточно колоритной внешностью: длинные волосы и боевая раскраска под глазами делали его одним из самых заметных футболистов на поле. Обладая хорошей реакцией и прыгучестью Рюштю зачастую радовал публику невероятными сейвами. Другой стороной игры Речбера были курьёзные голы, которые он пропускал достаточно часто (выскакивая далеко за пределы собственных ворот по ходу матча), а также горячность характера (например в квалификационном матче Лиги чемпионов против шотландского «Рейнджерса» Речбер боксёрским ударом уложил на газон игрока соперника Майкла Молса, устроившего перепалку с игроками стамбульцев). Игра Речбера помогла клубу два раза стать чемпионом Турции, а сам в 2001 году был признан лучшим игроком страны.
Летом 2003 года Рюштю подписал контракт с «Барселоной», главный тренер которой Франк Райкард характеризовал его как лучшего вратаря мира. Однако в первых же проведённых матчах турок допустил несколько результативных ошибок, после чего сел на скамейку запасных, проиграв конкуренцию Виктору Вальдесу.
Уже в зимнюю паузу Речбер вернулся в «Фенербахче», где вновь стал основным голкипером. За это время он помог клубу выиграть ещё три чемпионских титула. В 2007 году у Рюштю истекал срок контракта, который он хотел продлить на улучшенных условиях, однако получил отказ от руководства клуба. Это предопределило уход вратаря из клуба, по количеству матчей за который он занимает пятое место (сыграв за «Фенер» 447 матчей).
Следующим клубом в карьере Речбера стал принципиальный соперник «Фенербахче» «Бешикташ». Здесь Рюштю выиграл ещё один чемпионский титул, а также два Кубка Турции. На протяжении первых трёх сезонов он являлся основным вратарём команды, но с 2010 года стал проигрывать конкуренцию более молодому Дженку Гёнену. Весной 2012 года Речбер принял решение завершить игровую карьеру. Примечательно, что футболисту удалось заслужить уважение болельщиков «Бешикташа», несмотря на многолетнее прошлое в составе принципиального соперника (что касается фанатов «жёлтых канареек», то они также сохранили нейтральное отношение к голкиперу, однако его перехода простить до конца так и не смогли).

### Сборная
На протяжении года Речбер выступал в составе молодёжной сборной Турции, а в 1994 году дебютировал в составе главной команды, сходу став её основным вратарём. Первыми турнирами для Рюштю стали Евро-1996 и 2000, однако особой славы ни сборной, ни её вратарю они не принесли.
Иначе сложился дальневосточный чемпионат мира 2002 года. На нём турецкая сборная продемонстрировала лучший результат в своей истории, сенсационно дойдя до полуфинала турнира и заняв по его итогам почётное третье место. Речберу на турнире удалось трижды отстоять «на ноль», в том числе в важнейших матчах плей-офф против команд Японии и Сенегала. Более того, в матче с сенегальцами именно голкипер начал голевую атаку, которую завершил Ильхан Мансыз. По итогам турнира Речбер наряду с Оливером Каном вошёл в его символическую сборную. Кубок конфедераций 2003 года также завершился для турок завоеванием бронзовых медалей.
Следующим (и последним) турниром за сборную для Рюштю стал Евро-2008, на который 35-летний голкипер ехал в качестве второго номера. Однако в четвертьфинальном матче с Хорватией ему пришлось занять место удалённого Волкана Демиреля. В этом матче Речбер совершил несколько сейвов, однако именно его ошибка привела к голу Ивана Класнича. Впрочем голкипер сумел компенсировать свою ошибку в серии пенальти, отразив удар Младена Петрича, чем принёс своей команду путёвку в полуфинал. На полуфинальный матч с немцами Рюштю не только вышел в стартовом составе, но и получил капитанскую повязку. Матч завершился поражением турок со счётом 2:3, после чего Речбер принял решение завершить международную карьеру.
Однако в мае 2012 года специально для Речбера был организован товарищеский матч со сборной Финляндии, ставший для него прощальным. В нём Рюштю сыграл 40 минут и достиг числа в 120 матчей за сборную. По этому показателю он является рекордсменом.

## Достижения

### Командные
«Фенербахче»
- Чемпион Турции: 1995/96, 2000/01, 2003/04, 2004/05, 2006/07
- Обладатель Кубка спортивных журналистов Турции (Кубок TSYD): 1996, 1997
- Обладатель Кубка Премьер-министра: 1998
- Обладатель Кубка Ататюрка: 1998

«Барселона»
- Вице-чемпион Испании: 2003/04

«Бешикташ»
- Чемпион Турции: 2008/09
- Обладатель Кубка Турции: 2008/09, 2010/11

Сборная Турции
- Бронзовый призёр Чемпионата мира по футболу: 2002
- Бронзовый призёр Кубка конфедераций: 2003
- Бронзовый призёр Чемпионата Европы: 2008

### Личные
- Футболист года в Турции: 2001
- Член символической сборной чемпионата мира 2002
- Команда года по версии УЕФА: 2002
- Включён в список ФИФА 100